# Fernando Ortiz Fernández
Fernando Ortiz Fernández (L'Avana, 16 luglio 1881 – L'Avana, 10 aprile 1969) è stato un antropologo, etnomusicologo e saggista cubano, profondo conoscitore e appassionato studioso della cultura afrocubana. Autore estremamente prolifico, Ortiz ha dedicato la sua vita e i suoi studi alla scoperta, all’archiviazione e all’analisi del patrimonio indigeno di conoscenze della popolazione dell’isola caraibica in cui era nato. Fu lui a coniare il termine transculturación (transculturazione), utilizzato per la prima volta nell’opera Contrapunteo cubano del tabaco y el azúcar (pubblicata nel 1940) per indicare il fenomeno della convergenza e della fusione di culture differenti..

## Biografia
Durante la sua vita Ortiz ha contribuito alla creazione di numerosi istituti e società dedicati allo studio della cultura cubana. Nel 1924 ha fondato, insieme a José María Chacón y Calvo, la Sociedad del Folklore Cubano. Ha avuto un ruolo attivo nell'istituzione dell'Instituto Panamericano de Geografía. È stato membro e presidente della Academia de la Historia de Cuba. Ancora, ha fondato e diretto la Institución Hispanoamericana de Cultura (1936), la Sociedad de Estudios Afrocubanos (1937) e l'Instituto Cubano Soviético (1945).
Parallelamente ha partecipato alla fondazione di molti giornali e riviste specializzate e collaborato con testate americane e internazionali. A partire dal 1910, ad esempio, ha ripreso le pubblicazioni della Revista Bimestre Cubana, di cui è stato direttore fino al 1959. Ha fondato nel 1924 la Revista Archivos del Folklore Cubano, che ha diretto nel lustro successivo. Tra il 1930 e il 1931 ha ricoperto l'incarico di direttore della Revista Surco e tra il 1936 e il 1947 della Revista Ultra. I suoi articoli sono apparsi su periodici come The Hispanic American Historical Review, Revista Científica Internacional, Revista de Arqueología y Etnología e Revista de la Habana.
Nel 1955 è stato candidato per il Premio Nobel per la Pace.
Due delle sue maggiori opere, La Africanía de la Música Folklórica de Cuba (1950), e Los Instrumentos de la Música Afrocubana (1952 - 1955) sono considerati testi fondamentali per lo studio della cultura musicale afrocubana.
Tra i suoi allievi va ricordato Miguel Barnet, unanimemente ritenuto come uno dei maggiori etnografi cubani viventi.

## Opere principali (in lingua originale)
- Los negros brujos (1906)
- Los negros esclavos (1916)
- Un catauro de cubanismos: Apuntes lexicográficos (1923)
- Glosario de afronegrismos (1924)
- Contrapuenteo cubano del tabaco y el azúcar (1940)
- La Africanía de la música folklórica de Cuba (1950)
- Los instrumentos de la música afrocubana (1952-1955)
- Nuevo catauro de cubanismos (1985)
- Los negros curros (1986) (postumo)